# Pentatló modern als Jocs Olímpics d'estiu de 1968
Als Jocs Olímpics d'Estiu de 1968 celebrats a Ciutat de Mèxic (Mèxic) es disputaren dues proves de pentatló modern, una d'individual i una d'equip, en categoria masculina. Les proves es realitzaren entre els dies 13 i 17 d'octubre de 1968.
Aquest esport combina proves de tir (competició de tir de 10 metres de distància), esgrima (competició d'espasa), natació (200 metres lliures), hípica (concurs de salts d'obstacles) i cross.

## Resum de medalles
| Prova                      | Or                                                | Argent                                                          | Bronze                                                        |
| Pentatló modern individual | Björn Ferm                                        | András Balczó                                                   | Pavel Lednev                                                  |
| Pentatló modern per equips | HongriaAndrás Balczó · István Mona · Ferenc Török | Unió SovièticaBoris Onishenko · Pavel Lednev · Stasis Shaparnis | FrançaRaoul Gueguen · Lucien Guiguet · Jean-Pierre Giudicelli |

## Medaller
| Posició | País           | Or | Argent | Bronze | Total |
| 1       | Hongria        | 1  | 1      | 0      | 2     |
| 2       | Suècia         | 1  | 0      | 0      | 1     |
| 3       | Unió Soviètica | 0  | 1      | 1      | 2     |
| 4       | França         | 0  | 0      | 1      | 1     |